# 소켓 939
소켓 939는 AMD가 2004년 6월에 출시한 CPU 소켓이며 이전 애슬론 64 프로세서용 소켓 754의 뒤를 잇는다. 소켓 939의 뒤를 잇는 소켓으로는 2006년 5월에 소켓 AM2가 있다. 소켓 939는 AMD64의 2번째 소켓이다.

## 규격
PGA-ZIF 형태이며 칩 폼 팩터는 OPGA이다. 0.8~1.55 전압을 지닌다.

### 지원 프로세서
- AMD 애슬론 64 (3000+ ~ 4000+)
- AMD 애슬론 64 FX (51-60)
- AMD 애슬론 64 X2 (3600+ ~ 4800+)
- 일부 AMD 옵테론 1xx 시리즈
- 일부 AMD 3x00 이상 (스테핑 E3, E6)

## 기술
최대 초당 6.4 기가바이트의 메모리 대역폭의 듀얼 채널 DDR SDRAM을 지원한다. 소켓 939 프로세서는 3D나우!, SSE2, SSE3 (리비전 E 이상) 명령어 집합을 지원한다. 16비트 너비의 2000MHz로 동작하는 하이퍼트랜스포트 링크로 노스브리지에 연결된다. 각 64KB의 1차 명령 캐시와 데이터 캐시, 512KB 또는 1MB의 2차 캐시를 갖추고 있다.